# KwieKulik
KwieKulik ist ein polnisches Künstlerduo, bestehend aus Zofia Kulik (* 1947 in Wrocław) und Przemyslaw Kwiek (* 1945). Zusammen waren sie von 1971 bis 1987 aktiv und gelten als eines der wichtigsten Phänomene der polnischen Nachkriegskunst. Sie widmeten sich neben der Arbeit an der Plastik vor allem der Performance- und Konzeptkunst und dokumentierten diese in einem umfangreichen Archiv aus Fotografien und Videos.

## Werdegang und Werk
Przemysław Kwiek und Zofia Kulik lernten sich an der Akademie der Bildenden Künste Warschau (Akademia Sztuk Pięknych) kennen, wo beide Ende der 1960er bis Anfang der 1970er Jahre studierten. Als Schüler des Architekten Oskar Hansen an der Akademie übertrugen sie als erste Künstler dessen Theorie der offenen Form in die Politik und verbanden somit das Künstlerische mit dem Politischen. Die Verbindung zwischen Kunst und Politik nach dem Motto Das Private ist Politisch nutzten sie umfangreich, um ihre Kritik am totalitären Sowjetkommunismus zu äußern und sich für Grundwerte des demokratischen Sozialismus wie der Selbst-Organisation und Solidarität im öffentlichen Leben einzusetzen. Da sie von der polnischen Regierung und den neo-avantgardistischen Strömungen in Polen abgewiesen wurden, gründeten sie in ihrem Apartment ihr eigenes Wohnungsarchiv mit dem Titel Studio of Activities, Documentation and Propagation (PDDiU). Die kleine Wohnung war Atelier, Galerie, Archiv und Wohnraum in einem.

## Ausstellungen (Auswahl)

### Einzelausstellungen
- 2016: The Monument Without a Passport, Galerie Żak | Branicka, Berlin, DE
- 2009: BWA Awangarda Gallery, Wrocław, PL
- 1999: Galeria Miejska, Poznań, PL
- 1987: Franklin Furnace, New York, USA
- 1983: Moltkerei Werkstatt, Köln, DE
- 1981: Freie Internationale Universität, Düsseldorf, DE
- 1978: Labirynt Gallery, Lublin, PL
- 1971: Współczesna Gallery, Warschau, PL

### Gruppenausstellungen
- 2015: Me, You, Us and Them. Exercises on Collectivity, Kyiv Biennial 2015, Kiev, UA
- 2014: Report on the Construction of a Spaceship Module, New Museum, New York, USA
- 2013: Better Hommes, Sculpture Centre, New York, USA
- 2012: Untimely Stories, Muzeum Sztuki w Łodzi, Lodz, PL
- 2011: The International, Museu d’Art Contemporani de Barcelona, Barcelona, ES
- 2009: Istanbul Biennale, Istanbul, TR
- 2007: Documenta 12, Kassel, DE
- 1999: Grey in Colour 1956–1970, Galeria Zachęta, Warschau, PL
- 1985: Contemporary Art from Poland, Walter Phillips Gallery, Banff, CA
- 1975: 7 Young Poles, Kunsthalle Malmö, SE
- 1971: The Dreamer's Convent, El Gallery, Elbląg, PL